# 利特伍德冰原島峰
77°53′S 34°20′W / 77.883°S 34.333°W
利特伍德冰原島峰是南極洲的冰原島峰，位於施韋策冰川和萊亨費爾德冰川之間，處於貝特拉布冰原島峰東北面約10公里，由德國的探險隊發現。